# Szem körüli izom

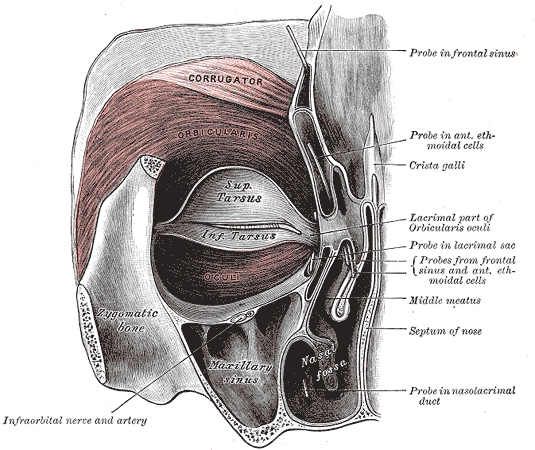
A szem és környéke (a corrugator kivételével a többi a szem körüli izom)

A szem körüli izom (musculus orbicularis oculi) egy izom az ember szeme körül.

## Eredés, tapadás, elhelyezkedés
Ennek az izomnak három része van. 
- Az egyik a homlokcsont (os frontale) orri részéről, a processus frontalis maxillae-ról a sulcus lacrimalis maxillae-val szemben és a ligamentum palpebrale mediale elülső felszínéről és annak széléről ered. Ez a rész szem körül koncentrikus körökben tapad.
- A másik része a ligamentum palpebrale mediale-ról ered és a ligamentum palpebrale laterale-en tapad
- Ez rész vékony és a könnycsontról (os lacrimale) ered. A könnytömlő (saccus lacrimalis) mögé fut ahol néhány rost a fascia lacrimalis-on tapad. A többi a raphe palpebralis lateralis-on, a szemhéjakon közel a canaliculus lacrimalis-hoz.

## Funkció
Ennek az izomnak a feladata a szemhéjak mozgatása és a szem védelme.

## Beidegzés, vérellátás
A nervus facialis ágai idegzik be melyek a ramus temporalis nervi facialis és a ramus zygomatici nervi facialis. A ramus frontalis arteriae temporalis superficialis, az arteria angularis, az arteria infraorbitalis, az arteria zygomaticoorbitalis és az arteria ophthalmica látják el vérrel.

## Külső hivatkozások
- Kép, leírás
- Leírás